# Баден-Дурлаське маркграфство
Баден-Дурлаське маркграфство (нім. Markgrafschaft Baden-Durlach) — ранньомодерна держава Священної Римської імперії у долині верхнього Рейну, яка існувала в 1535—1771 рр. Було утворено, при розподілі Баденського маркграфства між синами маркграфа Христофора I і було названо за його столицею, Дурлахом. Інша половина території стала Баден-Баденським маркграфством, розташованим між двома половинами Баден-Дурлаха. Баден-Дурлах став лютеранським під час протестантської Реформації, на відміну від Баден-Бадена, який залишився католицьким. Баден-Дурлах окуповував Баден-Баден в 1594—1622 рр., але був вигнаний після поразки в битві при Вімпфені під час Тридцятилітньої війни (1618—1648). Територія була спустошена під час Дев'ятирічної війни (1688—1697). Після припинення Баден-Баденської лінії в 1771 році Баден-Дурлах успадкував їх території та віднови єдине Баденське маркграфство. Об'єднана територія була втягнута у Французьку революцію та війни з Наполеоном, перетворившись в 1806 році на Велике герцогство Баденське.

## Територія
Баден-Дурлаське маркграфство охоплювало територію на середньому Верхньому Рейні навколо міст Пфорцгайм і Дурлах, а також маркграфство Гахберг навколо Еммендігена та територію, відому як Маркгрефлерланд у південній частині регіону Верхній Рейн, між Мюльгаймом і Леррахом.
Детально територіальні складові були такими:
Нижнє маркграфство (бл. 40 % загальної площі)
- Нижнє маркграфство Баден-Дурлах
  - Оберамт Пфорцгаймський
  - Амт Штайн/Лангенштайнбах
  - Оберамт Дурлах
  - Оберамт Карлсруе (раніше складався з Ämter of Мюльбург, Штаффорт[en] і Грабен)
- Об'єднаний феод Родт-унтер-Рітбург у Пфальці та Мюнцесгайм[en] в Крайхгау

- Верхнє маркграфство (бл. 60 % загальної площі)
  - Оберамт Гохбург[en]
  - Маркграфство Баден-Гахберг[en]
  - Сеньйорія Прехталь (кондомініум з Фюрстенбергом[en])
- Маркгрефлерланд
  - Сеньйорія Баденвейлер (також Оберамт Баденвейлер)
  - Оберамт Реттельн[en] (близько  450 км²)
  - Ландграфство Заузенберг[en]
  - Сеньйорія Реттельнського замку.

Баден-Дурлах провів два індивідуальних голосування на тимчасовій лаві імперського сейму, а також третє індивідуальне голосування за маркграфство Гахберг. Він брав участь в зборах імператорського округу Швабія.

## Історія
У 1535 році Баденське маркграфство було розділено на  Баден-Баденське і Баден-Дурлаське маркграфства. Маркграф Карл II вирішив підтримати протестантську Реформацію в 1556 році і переніс свою резиденцію з Пфорцгайма до замку Карлсбург в Дурлаху в 1565 році.
У 1594 році Баден-Дурлах окупував Баден-Баден, після того, як маркграф Георг Фрідріх захопив територію через банкрутство своїх родичів. Не отримавши імперського дозволу на захоплення, Георг Фрідріх приєднався до протестантського союзу, намагаючись захистити свої вимоги. Окупація закінчилася в 1622 році під час Тридцятилітньої війни, після того, як Георг Фрідріх зазнав поразки в битві при Вімпфені і був змушений зректися престолу та повернути Баден-Баден своїм родичам. Під час Дев'ятирічної війни Пфорцгайм і Дурлах були спалені вщент.
З 1715 року маркграф Карл III Вільгельм побудував свою нову резиденцію, палац Карлсруе, на порожньому місці. Місто, яке розвинулося навколо палацу, пізніше стане Карлсруе.
У 1771 році маркграф Карл Фрідріх успадкував Баден-Баден, знову об'єднавши Баденське маркграфство.
Літньою резиденцією маркграфів Баден-Дурлаха був Маркгрефлергоф у Базелі, Швейцарія, де маркграфи також володіли низкою маєтків.

## Список маркграфів
З 1577 по 1584 та з 1738 по 1746 роки існувало регентство для неповнолітніх правителів. Ці регенти згадуються в тексті, але не перераховані як маркграфи.
|  | Ім'я                                                                                     | Правління      | Примітки |
|  | ---------------------------------------------------------------------------------------- | -------------- | --- |
|  | Ернест (* 7 жовтня 1482 у Пфорцгаймі; † 6 лютого 1553 у Зульцбурзі)                      | 1515–1553      | Син маркграфа Христофора I Баденського. Регент у Верхньому Бадені після втрати повноважень його батька в 1515 році. Після смерті його брата Філіпа I в 1533 році та поділу маркграфства він заснував дім Баден-Пфорцгайм (пізніше Баден-Дурлах), також відомий на його честь «Лінія Ернеста». |
|  | Карл II (* 24 липня 1529 р. у Зульцбурзі; † 23 березня 1577 р. в Дурлаху)                | 1553–1577      | Син Ернеста. З 1552 року регент разом зі своїм зведеним братом Бернардом IV, але після смерті останнього в 1553 році став єдиним маркграфом. У 1556 році після Аугсбурзького миру приєднався до Реформації. У 1565 році він переніс резиденцію до замку Карлсбург в Дурлаху. |
|  | Ернст Фрідріх (* 17 жовтня 1560 в Мюльбурзі; † 14 квітня 1604 в Ремхінгені)              | 1584–1604      | Син Карла II. Регентство, поки він був неповнолітнім, утримувалося маркграфинею Анною Фельденцською та різними протестантськими князями в 1577—1584 рр. Новий розподіл території, в якому Ернест Фрідріх зайняв Дурлах і Пфорцгайм, а його брати Яків III (1562—1590) і Георг Фредерік захопили Гахберг і Реттельн-Заузенберг відповідно. Заснував гімназію в Дурлаху. У 1594 році він використав борги Едуарда Фортуната як привід для військової окупації маркграфства Баден-Баден. У 1599 році він відкинув формулу злагоди і перейшов з лютеранства до кальвінізму, що призвело до заворушень.                 |
|  | Георг Фрідріх (* 30 січня 1573; † 24 вересня 1638 в Страсбурзі)                          | 1604–1622      | Син Карла II. З 1595 року регент верхніх територій, після смерті своїх старших братів він став єдиним маркграфом Баден-Дурлаха в 1604 році та фактичним правителем Баден-Бадена. Благочестивий протестант і засновник Союзу протестантів. Зрікся престолу на користь свого сина в 1622 році після його поразки в битві при Вімпфені. |
|  | Фрідріх V (* 6 липня 1594 у Зульцбурзі; † 8 вересня 1659 в Дурлаху)                      | 1622–1659      | Син Георга Фрідріха. Окупація і пограбування Баден-Дурлаха імперськими військами. Щоб уникнути Реституційного едикту, він об'єднався зі Швецією в 1631 році і приєднався до них у нападі на Баден-Баден і частини Брайсгау. Після поразки в битві при Нердлінгені втік до Базеля. Імператор оголосив, що він зрікся престолу, і скасував маркграфство, але воно було відновлено за Вестфальським миром. |
|  | Фрідріх VI (* 16 листопада 1617 в Карлсбурзі, Дурлах; † 10 січня 1677 або 31 січня 1677) | 1659–1677      | Син Фрідріха V. Генерала шведської армії. Востаннє скликав Landstände. Брав участь у Четвертій австро-турецькій та Франко-голландській війнах на боці Габсбургів. У 1674 році він став імперським генерал-фельдмаршалом . |
|  | Фрідріх VII (* 23 вересня 1647 в Укермюнде; † 25 червня 1709 в Дурлаху)                  | 1677–1709      | Син Фрідріха VI, зосереджувався переважно на внутрішній політиці. Окупація та пограбування французькими військами в Дев'ятирічній війні (1688—1697) і війні за іспанську спадщину (1701—1714). Втік до Базеля. |
|  | Карл III (* січень 1679 в Дурлаху; † 12 травня 1738 в Карлсруе)                          | 1709–1738      | Син Фрідріха VII. Офіцер під час війни за іспанську спадщину, імперський генерал-фельдмаршал в 1715 році. Правив як абсолютний монарх, відновив державні фінанси та створив надійну бюрократію. У 1715 році він почав роботу над новою резиденцією, палацом Карлсруе та новим містом Карлсруе. |
|  | Карл-Фрідріх (* 22 листопада 1728, Карлсруе; † 10 червня 1811)                           | 1738/1746–1811 | Син спадкоємного принца Фрідріха (1703—1732) і онук Карла III Вільгельма. До 1746 року регентством керував принц Чарльз Август. Освічений абсолютист і послідовник фізіократів. У 1771 році відбулося возз'єднання Бадена після переривання Баден-Баденської лінії. Остаточно втратив території на лівому березі Рейну під час революційних війн, але був визнаний правителем Наполеоном. Курфюрст в 1803 році, Великий герцог і приєднався до Рейнського союзу в 1806 році. Значно розширив Баден шляхом анексії територій Курпфальца на правому березі Рейну, Брайсгау та Ортенау та через Німецьку медіатизацію |